# Основ Герман Миколайович
Герман Миколайович Основ (рос. Герман Николаевич Основ; нар. 7 травня 2001, Луганськ, Україна) — російський футболіст українського походження, захисник білоруського клубу «Енергетик-БДУ».

## Клубна кар'єра
Вихованець академії московського «Локомотива». Виступав за молодіжну команду «залізничників». В її складі виступав в Юнацькій лізі УЄФА. У лютому 2020 року «Локомотив» віддав Основа в оренду тольяттінському «Акрону». Однак через дострокове припинення сезону та скасування весняної частини турніру в ПФЛ захисник так і не зіграв за клуб.
Влітку 2020 року Герман Основ відправився в оренду в команду білоруської вищої ліги «Енергетик-БДУ». Дебютував в місцевій еліті 12 липня в матчі проти брестського «Руху», в якому «енергетики» зазнали нищівної поразки з рахунком 1:8.

## Кар'єра в збірній
Герман Основ виступав за юнацьку збірну Росії (U-17). У 2019 році почав викликатися до збірної U-19.